# Harutiun Jenokian
Harutiun Jenokian (orm. Հարություն Ենոքյան; ur. 5 lipca 1985) – ormiański zapaśnik walczący w stylu wolnym. Olimpijczyk z Pekinu 2008, gdzie zajął ósme miejsce w kategorii 84 kg.
Dwunasty na mistrzostwach świata w 2009. Siódmy na mistrzostwach Europy w 2009. Trzeci na MŚ juniorów w 2005 roku.